# Das dunkle Nest
Das dunkle Nest ist ein deutscher Fernsehfilm des ZDF aus dem Jahr 2011.

## Handlung
Pfarrer Dr. Gabriel Reinberg, ein ehemaliger Kriminalpsychologe, hat vor drei Monaten eine neue Stelle als Dorfpfarrer angetreten. Sein Vorgänger Pfarrer Adler ist zwölf Jahre zuvor im Jahr 1999 umgekommen, als das Pfarrhaus abbrannte. Im Dorf freundet Pfarrer Reinberg sich mit der zwölfjährigen Schülerin Lydia Gerblich an, die bei ihm ministriert, und gibt ihr Nachhilfe in Latein. Bald bekommt er Besuch von Kommissarin Esther Fromm: Kindermörder Anton Kretschmer, über den Reinberg in seiner Funktion als Kriminalpsychologe ein Gutachten erstellt hatte, ist rückfällig geworden.
Als Lydia spurlos verschwindet, macht ein Suchtrupp sich auf die Suche; ihr Vater Mario Gerblich findet das Mädchen schließlich tot im Wald; die Gerichtsmedizin stellt unter anderem Schädelverletzungen fest. Bereits kurz nach dem Fund von Lydias Leiche verschwindet das örtliche Pfarrbuch von 1999.
Bald fällt Pfarrer Reinberg auf Grund seines Berufsstandes und seiner Freundschaft zu Lydia unter den Verdacht der Dorfgemeinschaft. Es kommt zu gegen Reinberg gerichteten Schmierereien, einem Brandanschlag auf sein Auto bis hin zu einem Lynchversuch gegen den Pfarrer.
Kommissarin Fromm lässt einen DNA-Abgleich im Dorf vornehmen, an dem auch Pfarrer Reinberg teilnimmt. Reinbergs DNA wird auch an Lydias Leiche gefunden, doch stammt die Übereinstimmung von einem Kreuz, dass Lydia in Reinbergs Arm geritzt hatte.
Wenig später wird Lydias Vater verhaftet, weil in seinem Haus ein Kleidungsstück gefunden wird, das Lydia bei ihrem Verschwinden getragen hat. Zu seinen Ungunsten spricht eine 15 Jahre alte Anzeige wegen Vergewaltigung.
Zur gleichen Zeit offenbart sich Lydias Mutter Maria Gerblich dem Pfarrer: Lydia entstand aus dem Inzest zwischen ihr und ihrem Vater, dem Sägewerksbesitzer Wolfgang Pfänder. In der Zwischenzeit stellt sich heraus, dass Maria das Pfarrbuch ihrem Freund Basti gegeben hatte. Pfarrer Adler hatte darin einen entsprechenden Eintrag in lateinischer Sprache vorgenommen, den Maria übersetzen konnte. Aus Angst vor Enthüllung der Wahrheit hatte Pfänder das Pfarrhaus angezündet. Als Lydia ihre Mutter Maria mit ihrem Wissen konfrontierte, kam es zum Streit, wobei Lydia die Treppe runterstürzte. Wolfgang Pfänder tarnte Lydias Tod als Sexualmord und schob ihrem Vater Mario die Tat unter.

## Produktion und Veröffentlichung
Die Dreharbeiten der Sperl Productions fanden im November und Dezember 2010 in München und Umgebung statt. Die Uraufführung war am 27. Juni 2011 in der Reihe Neues Deutsches Fernsehen beim Filmfest München. Die Erstausstrahlung im ZDF-Abendprogramm am 28. November 2011 sahen 5,43 Mio. Zuschauer, was einem Marktanteil von 16,3 % entsprach.

## Kritiken
„Zu klischeehaft ging Autor Andreas Dirr dabei vor. Schwarz-weiß gemalt waren etwa die Positionen der Ermittler (nicht überragend: Katharina Müller-Elmau und Andreas Schmidt), und wenig überraschend geriet die Auflösung, die sich abzeichnete. Christian Berkel und Petra Schmidt-Schaller überzeugten aber durch intensives Spiel. “

„Selbst die Komparsen des glänzend besetzten Films agieren erschreckend glaubwürdig. Doch die Handlung – Drehbuch: Andreas Dirr – ist da schon auf dem Niveau des Schauerromans gelandet: Dunkle Familiengeheimnisse kristallisieren sich als Motiv heraus, haarsträubend konstruierte Zufälle führen auf die Spur des Täters, von Inzest bis Hörigkeit wird jeder aktuelle Gemeinplatz bedient. Eines aber bleibt davon unberührt: die Einsicht in die verheerende Kraft von Vorurteilen und Hysterie, die Schwäche der Vernunft, sobald allgemeine Ängste und Instinkte alarmiert werden. Hilflos wie der Priester klammert man sich zuletzt an eine der zentralen, im Film mehrfach zitierten Aussagen Jesu Christi: ‚Die Wahrheit wird euch frei machen.‘“

„Es ist der Schauspieler Berkel, der den Film vor dem Untergang in Genreüblichkeiten rettet. Was das Drehbuch seiner Rolle in Dialogen nicht gestattet, die tiefe innere Verletzung durch die Generalverdächtigungen gegen die gesamte Kirche auszudrücken, spielt sich in Berkels Blicken ab. Sie sind hoffnungslos und dennoch tapfer. Sie sagen dem Beobachter: Dieser Mann badet aus, was nicht er, sondern andere Mitglieder seines Standes angerichtet haben. Er nimmt die Schuld auf sich, die anzuerkennen der offiziellen Kirche so schwer fällt. Berkel wirkt nie devot oder beflissen, eher sündenstolz. Er ist ein Meister der Darstellung von Ernst, der mit Mut und Melancholie einhergeht. Solche Männer braucht nicht nur die Kirche.“

„Das ZDF zeigt einen Krimi, der den Missbrauchsskandal in der katholischen Kirche aufgreift und dabei leider wenig subtil vorgeht. Zwar packt der Tod des Kindes den Zuschauer emotional, dann aber verliert sich der Film zu schnell im Thesenhaften. […] Der Film kann sich nicht entscheiden, ob er nun ein harter Thriller, ein Gesellschaftsdrama oder ein seichter Krimi mit Hang zur Komödie sein will. […] Christian Berkel spielt den sympathischen Jesuiten so, dass der Zuschauer nie wirklich daran glaubt, dass er der Täter ist. Ein Lichtblick ist Petra Schmidt-Schaller in der Rolle der Mutter des toten Kindes. Sie zeigt ergreifend eine zerbrechliche, jetzt gebrochene junge Frau. Die TV-Polizei steht dagegen nur in der Gegend herum und verbreitet simple Thesen.“